# إي. د. هيل
إي. د. هيل (بالإنجليزية: E. D. Hill) هي صحفية ودي جيه أمريكية، ولدت في 27 يوليو 1962 في نازف سبرينغز في الولايات المتحدة.

## وصلات خارجية
- إي. د. هيل على موقع IMDb (الإنجليزية)
- إي. د. هيل على موقع قاعدة بيانات الفيلم (الإنجليزية)